# La Chapelle-Lasson
La Chapelle-Lasson és un municipi francès, situat al departament del Marne i a la regió del Gran Est. L'any 2007 tenia 88 habitants.

## Demografia

### Població
El 2007 la població de fet de La Chapelle-Lasson era de 88 persones. Hi havia 36 famílies, de les quals 12 eren unipersonals (4 homes vivint sols i 8 dones vivint soles), 8 parelles sense fills i 16 parelles amb fills.
La població ha evolucionat segons el següent gràfic:
Habitants censats

### Habitatges
El 2007 hi havia 53 habitatges, 39 eren l'habitatge principal de la família, 2 eren segones residències i 12 estaven desocupats. 52 eren cases i 1 era un apartament. Dels 39 habitatges principals, 33 estaven ocupats pels seus propietaris, 5 estaven llogats i ocupats pels llogaters i 1 estava cedit a títol gratuït; 1 tenia dues cambres, 5 en tenien tres, 6 en tenien quatre i 27 en tenien cinc o més. 28 habitatges disposaven pel capbaix d'una plaça de pàrquing. A 15 habitatges hi havia un automòbil i a 20 n'hi havia dos o més.

### Piràmide de població
La piràmide de població per edats i sexe el 2009 era:
| Homes | Edats   | Dones |
| ----- | ------- | ----- |
| 0     | 95 o +  | 0     |
| 0     | 90 a 94 | 0     |
| 0     | 85 a 89 | 0     |
| 0     | 80 a 84 | 0     |
| 0     | 75 a 79 | 4     |
| 8     | 70 a 74 | 12    |
| 4     | 65 a 69 | 4     |
| 0     | 60 a 64 | 4     |
| 0     | 55 a 59 | 0     |
| 4     | 50 a 54 | 0     |
| 4     | 45 a 49 | 0     |
| 0     | 40 a 44 | 4     |
| 12    | 35 a 39 | 8     |
| 0     | 30 a 34 | 0     |
| 0     | 25 a 29 | 0     |
| 0     | 20 a 24 | 0     |
| 0     | 15 a 19 | 4     |
| 0     | 10 a 14 | 8     |
| 0     | 5 a 9   | 0     |
| 4     | 0 a 4   | 0     |

## Economia
El 2007 la població en edat de treballar era de 53 persones, 35 eren actives i 18 eren inactives. De les 35 persones actives 32 estaven ocupades (19 homes i 13 dones) i 3 estaven aturades (3 dones i 3 dones). De les 18 persones inactives 8 estaven jubilades, 5 estaven estudiant i 5 estaven classificades com a «altres inactius».
Activitats econòmiques
Dels 5 establiments que hi havia el 2007, 2 eren d'empreses extractives, 2 d'empreses financeres i 1 d'una empresa de serveis.
L'any 2000 a La Chapelle-Lasson hi havia 14 explotacions agrícoles que ocupaven un total de 1.080 hectàrees.

## Poblacions més properes
El següent diagrama mostra les poblacions més properes.